# Enduring Freedom hadművelet
Az Enduring Freedom hadművelet (angolul: Operation Enduring Freedom, OEF, magyarul: „Tartós szabadság” hadművelet) az amerikai Védelmi Minisztérium (DoD), afganisztáni háborúnak adott hivatalos és összefoglaló neve, melyet később a térségben indított különböző kisebb hadművelet gyűjtőnevévé vált, melyek a világméretű terrorizmus elleni háború (Global War on Terror, GWOT) nevében hajtanak végre. Neve eredetileg Operation Infinite Justice volt („végtelen igazság”), amit korabeli újságok és politikai kommentárok gyakran Operation Ultimate Justice-ként neveztek („Végső igazság”). Ezt követően azonban teljesen megváltoztatták a nevet – utóbbinak erős vallási háttérjelentése volt, ugyanis Végső igazságként az Istent szokás hívni –, hogy elkerüljék a muzulmán vallásúakkal való konfrontációt.
A hadművelet három további műveletre bomlik:
| * Afganisztáni Enduring Freedom hadművelet (Operation Enduring Freedom – Afghanistan, OEF–A)                             | 2001. október 7-től                                     |
| * Fülöp-szigeteki Enduring Freedom hadművelet (Operation Enduring Freedom – Philippines, OEF–P)                          | 2002. január 15-től (korábban Freedom Eagle hadművelet) |
| * Szomáli-félszigeti Enduring Freedom hadművelet (Operation Enduring Freedom – Horn of Africa, OEF–HOA)                  | 2002. október 7-től                                     |
| * Transzszaharai (Szahara–Száhel-övezet) Enduring Freedom hadművelet (Operation Enduring Freedom – Trans Sahara, OEF–TS) | 2007. február 6-tól                                     |

Maga az OEF használata tipikusan csak az afganisztáni háborúra vonatkozik. Azonban van több minisztériumi művelet, mely szorosabban, vagy kevésbé szorosan kapcsolódik hozzá. Ezekben például járműveket és egyéb hadieszközöket juttatnak a koalíciós, de a térségben nem hadviselő partnerekhez. Minden ez irányú műveletnek azonban a terrorizmus elleni harc a fő jellege.
Fontos megjegyezni, hogy az OEF-A egy amerikai–brit–afgán közös hadműveletsorozat, mely nem része az ISAF-ben vállalt hasonló műveleteknek, melyben mindhárom nemzet szintén részt vállal. A két műveletcsoport párhuzamosan halad, bár a kezdetekkor úgy döntöttek, összeolvasztják, ez még nem történt meg.

## Áttekintés
2001. október 7-én hajnalban összehangolt amerikai és brit légi támadás vette kezdetét Afganisztánban B–1 Lancer, B–2 Spirit és B–52 Stratofortress hadászati bombázókkal, F–14 Tomcat és F/A–18 Hornet vadászbombázókkal és Tomahawk robotrepülőgépekkel, utóbbiak amerikai és brit cirkálókról, és tengeralattjárókról indítva. A támadás célja az al-Káida vezetőinek feltételezett tartózkodási helyeinek, kiképzőtáborainak, laktanyáinak, katonai létesítményeinek, illetve egyéb infrastruktúrák, közlekedési csomópontok, kommunikációs vonalak rombolása volt.
2002. január elején az Amerikai különleges műveletek csendes-óceáni parancsnokságának (United States Special Operation Command Pacific, SOCPAC) mintegy 1200 fős különítménye érkezett a Fülöp-szigetekre, hogy támogassa a a helyi haderőt felszámolni Basilan szigetén található terrorista csoportokat. Ezek között volt az Abu Szajjaf-csoport (Abu Sayyaf Group, ASG), a Dzsemah Iszlamija nevű szervezet (Jemaah Islamiyah) és az al-Káida sejtjei. A Fülöp-szigeteki katonák a hadművelet megkezdése előtt alapos terrorelhárító kiképzésben részesültek, illetve az alatt folyamatos humanitárius segélyszállítmányok érkeztek a Smiles („Mosolyok”) hadművelet keretében.
2002 októberében a Combined Task Force 150 és az amerikai haderő különleges ereje Dzsibutiban felépítette a Le Monier tábort (Camp Le Monier). A hadművelet elsődleges célja a humanitárius segélyszállítmányok célba juttatásának fegyveres védelme volt, illetve a Szomáli-félszigeten folyamatos őrjáratokkal (fegyveres jelenléttel) csökkenteni a terrorszervezetek területeit, képességeit a régióban. Hasonlóan az OEF–P-hez, itt is a humanitárius segélyek fegyveres védelmén volt a hangsúly, illetve a lakosság szimpátiájának megnyerése a közegészségügy fejlesztésével (kutak fúrása, közműhálózat fejlesztése) és a közintézmények kiépítésével (kórházak, iskolák), fejlesztésével.
Ezekben a műveletekben a haditengerészeti egységek is komoly szerepet kapnak, a Báb el-Mandeb-en és az Ádeni-öblön áthaladó hajók fokozott ellenőrzésével, melyek között akadnak illegális fegyverszállítmányok is.
A négy főhadművelet szervezése a Központi (USCENTCOM) és a Csendes-óceáni Parancsnokságok (USPACOM) hatáskörébe tartozik.
2001 óta az amerikai kormányzat 150 milliárd USD-t költött a hadműveletre (2009. szeptemberi adat).

## Fordítás
- Ez a szócikk részben vagy egészben  az   Operation Enduring Freedom című angol Wikipédia-szócikk ezen változatának fordításán alapul.  Az eredeti cikk szerkesztőit annak laptörténete sorolja fel. Ez a jelzés csupán a megfogalmazás eredetét és a szerzői jogokat jelzi, nem szolgál a cikkben szereplő információk forrásmegjelöléseként.

## Külső hivatkozások
- News From Operation Enduring Freedom – Unites States Central Command
- Operation Enduring Freedom Trans Sahara – Unites States Africa Command
- J15 Reserve Affairs
- Az Operation Enduring Freedom veszteségei Archiválva 2010. április 6-i dátummal a Wayback Machine-ben